# Megeremaeus ditrichosus
Megeremaeus ditrichosus är en kvalsterart som beskrevs av Tyler A. Woolley och Harold G. Higgins 1968. Megeremaeus ditrichosus ingår i släktet Megeremaeus och familjen Megeremaeidae. Inga underarter finns listade i Catalogue of Life.